# Оксоціанід ртуті(II)
Оксоціанід ртуті(II) — неорганічна сполука, оксосіль ртуті та синильної кислоти з формулою Hg2O(CN)2, білі кристали нерозчинні у воді.

## Отримання
- Реакція оксиду ртуті(II) та насиченого розчину ціаніду ртуті(II) :

{\displaystyle {\mathsf {HgO+Hg(CN)_{2}\ {\xrightarrow {}}\ Hg_{2}O(CN)_{2}}}}

## Фізичні властивості
Оксоціанід ртуті (II) утворює кристали, погано розчиняється у воді, не розчиняється в етанолі та ефірі.
При розтиранні розкладається із вибухом.

## Хімічні властивості
- Розкладається при нагріванні:

{\displaystyle {\mathsf {2Hg_{2}O(CN)_{2}\ {\xrightarrow {320^{o}C}}\ 4Hg+O_{2}+2(CN)_{2}}}}

## Застосування
- Антисептик